# Byron Pringle
Byron Pringle (Tampa, 17 novembre 1993) è un giocatore di football americano statunitense che milita nel ruolo di wide receiver per i Washington Commanders della National Football League (NFL).

## Carriera

### Kansas City Chiefs
Dopo non essere stato scelto nel Draft NFL 2018, Pringle firmò con i Kansas City Chiefs. Dopo un infortunio nell'ultima gara della pre-stagione, fu inserito in lista infortunati il 1º settembre, perdendo tutta la sua stagione da rookie.
Nel 2019 Pringle riuscì a entrare tra i 53 uomini del roster per l'inizio della stagione regolare, ma fu svincolato il 10 settembre, per poi rifirmare con la squadra di allenamento. Fu nuovamente promosso nel roster attivo il 14 settembre. La sua migliore partita dell'anno fu contro gli Indianapolis Colts nella settimana 5 dove ricevette 103 yard e un touchdown nella sconfitta per 13-19. Il 2 febbraio 2020 scese in campo nel Super Bowl LIV contro i San Francisco 49ers che i Chiefs vinsero per 31-20, conquistando il primo titolo dopo cinquant'anni.
Nel settimo turno della stagione 2020 Pringle ritornò un kickoff per 102 yard in touchdown, venendo premiato come giocatore degli special team della AFC della settimana.

### Chicago Bears
Il 20 marzo 2022 Pringle firmò un contratto di un anno con i Chicago Bears.

### Washington Commanders
Il 25 luglio 2023 Pringle firmò un contratto di un anno con i Washington Commanders.

## Palmarès

### Franchigia
- Super Bowl : 1

Kansas City Chiefs: LIV
- American Football Conference Championship: 2

Kansas City Chiefs: 2019, 2020

### Individuale
- Giocatore degli special team della AFC della settimana: 1

7ª del 2020